# Ann Murray
Ann Murray (Dublín, 27 de agosto de 1949). es una mezzosoprano irlandesa.

## Vida
Estudió en el Royal Manchester College of Music y debutó como Alceste en la ópera homónima de Christoph Willibald Gluck en 1974.
Ha cantado en todos los grandes teatros líricos del mundo destacándose su participación en óperas de Georg Friedrich Händel, Wolfgang Amadeus Mozart y Richard Strauss.
Es una notable liederista y solista en oratorios.
Es Kammersängerin de la Ópera de Baviera desde 1998 y Dama del Imperio británico desde 2002, aunque al no ser británica sino pertenecer al Commonwealth se aplica el "DBE".
Estuvo casada con el tenor Philip Langridge, con quien tuvo su hijo Jonathan.

## Discografía selecta
- Mozart: Misa KV 427. Amor Artis Chorale, Orquesta de Cámara Inglesa, Johannes Somary (LP Vanguard, 1976).
- Donizetti: Lucia di Lammermoor. Coro Ambrosiano, New Philharmonia, Jesús López Cobos (LP Philips, 1977; reedición CD 1991).
- Verdi: La Battaglia di Legnano. Austrian Radio Chorus & Symphony Orchestra, Lambert Gardelli (LP Philips, 1979; reedición CD Philips, 1989).
- Gay: The Beggar's Opera, arr. Bonynge/Gamley. London Voices, National Philharmonic Orchestra, Richard Bonynge (LP Decca, 1981).
- Stravinsky: Songs. Ensemble Intercontemporain, Pierre Boulez (LP DG, 1982; reedición CD 1992).
- Haydn: Stabat Mater. Lausanne Vocal Ensemble & Chamber Orchestra, Michel Corboz (LP Erato, 1983).
- Purcell: Dido and Aeneas. Arnold Schoenberg Chor, Concentus Musicus Wien, Nikolaus Harnoncourt (LP Telefunken, 1983).
- Gounod: Romeo et Juliette. Midi-Pyrenées Regional Choir, Coro y Orquesta del Capitolio de Toulouse, Michel Plasson (LP HMV, 1985).
- Offenbach: Los cuentos de Hoffmann. Coro y Orquesta del Teatro Real de la Moneda, Sylvain Cambreling (LP/CD EMI, 1988).
- Brahms/Schumann: Voices of the Night. The Songmakers' Almanac (CD Hyperion, 1989).
- Hyperion Schubert Edition vol. 3. Graham Johnson al piano (CD Hyperion, 1989).
- Mozart: Così fan tutte. Coro de la Ópera Estatal de Viena, Orquesta Filarmónica de Viena, James Levine (LP/CD DG, 1989).
- Berlioz: L'Enfance du Christ. Coro de King's College (Cambridge)., Royal Philharmonic Orchestra, Stephen Cleobury (MC/CD EMI, 1990).
- Mahler: Songs from 'Des Knaben Wunderhorn'. London Philharmonic Orchestra, Charles Mackerras (CD Virgin Classics, 1991).
- Purcell: The Fairy Queen. Coro y orquesta de The Sixteen, Harry Christophers (CD Collins Classics, 1992).
- Vivaldi: Gloria in D major RV 589. Coro y orquesta de Academy of Saint Martin in the Fields, Neville Marriner (LP/CD EMI, 1992).
- Rossini: La Cenerentola. Coro de la Ópera Estatal de Viena, Orquesta Filarmónica de Viena, Riccardo Chailly (CD Pioneer, 1993).
- The Last Rose of Summer: Best Loved Songs of Ireland. Graham Johnson al piano (CD Hyperion, 1993; reedición 2005).
- Falla: El sombrero de tres picos. Academy of Saint Martin in the Fields, Neville Marriner (CD EMI, 1994).
- Beethoven Folksong Arrangements vol. 1 & 2. Marieke Blankestijn, Elizabeth Layton & Krysia Osostowicz al violín, Ursula Smith al violonchelo, Malcolm Martineau al piano (CD DG, 1997).
- Irish Songs: Bid Adieu. Graham Johnson al piano (CD Forlane, 1998).
- Songs by Bizet. Graham Johnson al piano (CD Hyperion, 1998).
- Fauré: Requiem; Duruflé: Requiem. Corydon Singers, Orquesta de Cámara Inglesa, etc. (CD Hyperion, 1998).
- Vivaldi: Juditha Triumphans. Coro y orquesta The King’s Consort, Robert King (CD Hyperion, 1998).
- Boulanger, L.: D'un matin du printemps, etc. Sinfónica de la Ciudad de Birmingham, Filarmónica de la BBC, Yan Pascal Tortelier (CD Chandos, 1999).
- Händel: Serse. Coro y orquesta de la Ópera Estatal de Baviera, Ivor Bolton (CD Farao Classics, 2000).
- Hummel: Mass in E-flat, etc. Collegium Musicum 90, Richard Hickox (CD Chandos Chaconne, 2004).
- The Songs of Robert Schumann vol. 9. Felicity Lott, S, Graham Johnson al piano (CD Hyperion, 2004).
- Britten, Mahler, Schumann. Malcolm Martineau al piano (CD Avie/Crear Classics, 2005).